# Paulette Jacquier
Paulette Jacquier, esposa Séguret, (La Frette, 18 de julho de 1918 - 20 de fevereiro de 1975), foi uma combatente da resistência francesa, membro do batalhão Chambaran. Ela é a única mulher que lutou na 1ª Divisão das Forças Francesas Livres.

## Biografia
Após o apelo do general de Gaulle em 18 de junho de 1940, Paulette Jacquier procurou se juntar à Resistência em Londres, mas em vão. Em março de 1941, ela entrou em contato com um combatente da resistência de Grenoble e, aos 22 anos, tornou-se oficial de ligação da Resistência: ela distribuiu clandestinamente folhetos e jornais gaullistas na região, transportou malas entre Lyon, Valence e Grenoble, e realizou várias outras missões.
A pedido dos combatentes da resistência em Clermont-Ferrand, formou um "grupo franco", nomeadamente com o seu pai, e organizou a sabotagem na linha férrea que liga Grenoble e Lyon.
Em julho de 1944, ela foi presa em Bourgoin-Jallieu durante uma tentativa de ataque a um comboio alemão. Ela conseguiu escapar da prisão, e depois se juntou ao Batalhão Chambaran no setor 3 do Exército Secreto do Isère.
Na Libertação, ela se juntou à primeira divisão das Forças Francesas Livres como fuzileira-volteadora (fusilier-voltigeur) e participou de combates de linha de frente no norte da França entre 1944 e 1945.

## Condecorações
Paulette Jacquier recebeu três grandes condecorações por seu serviço no esforço de guerra.
- A Cruz de Cavaleiro da Legião de Honra lhe foi entregue pelas mãos do próprio General de Gaulle em 14 de setembro de 1944 em Lyon,[5] ao lado de membros do terceiro grupo do maquis Chambaran formado por Paul Porchey.[6]
- A Cruz de Guerra 1939-1945, com 1 citação à ordem do exército que acompanhou a sua nomeação como cavaleira da Legião de Honra.
- Medalha da Resistência Francesa com roseta (decreto de 14 de junho de 1946).[7][8]

## Homenagens
A partir de 9 de fevereiro de 2024, a rua Paulette-Jacquier situada em Paris porta seu nome. Em 5 de abril de 2025, um parque infantil chamado “Marie-Jeanne” foi inaugurado em La Frette, sua aldeia natal.

## Galeria

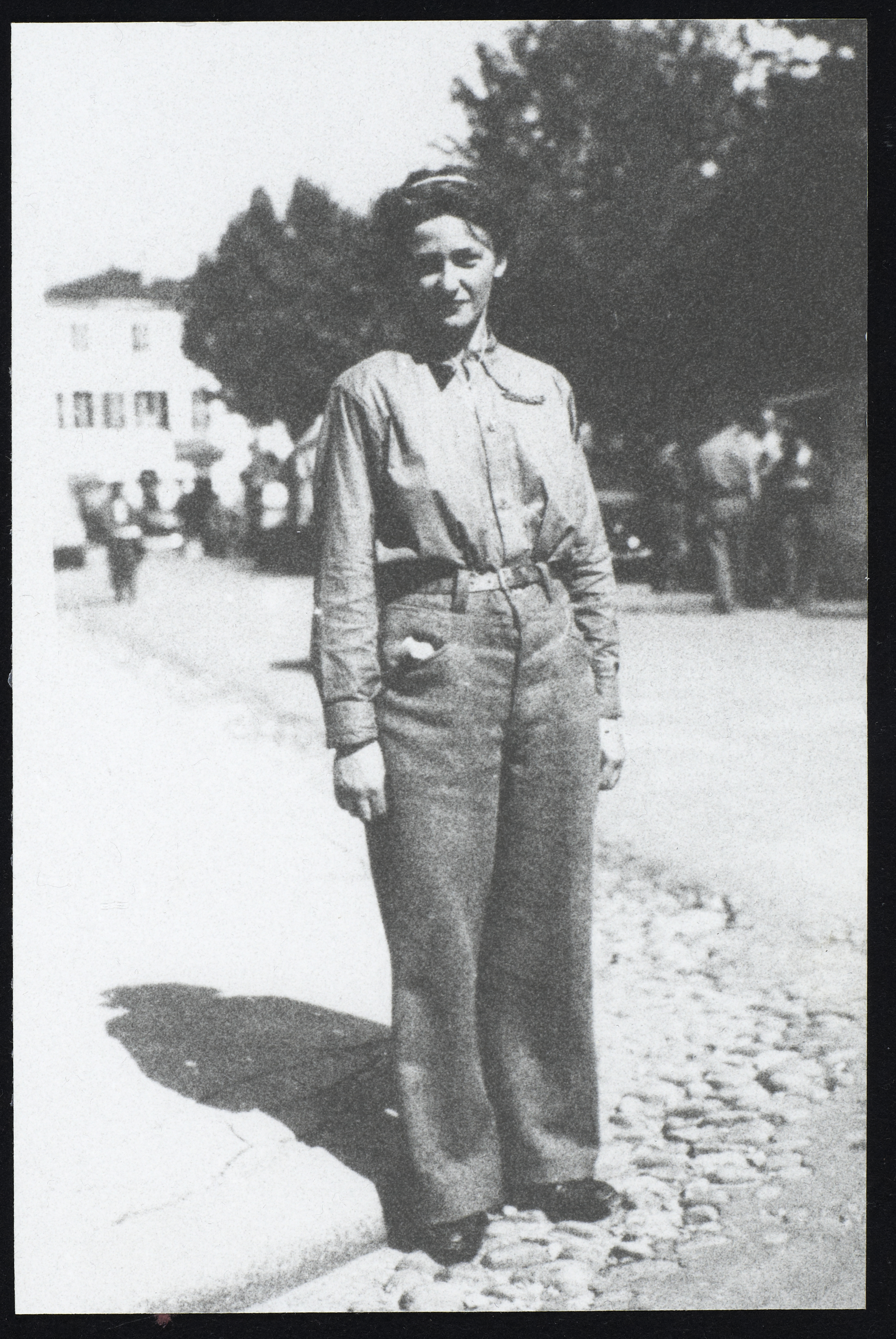
Paulette Jaquier em 14 de setembro de 1944.
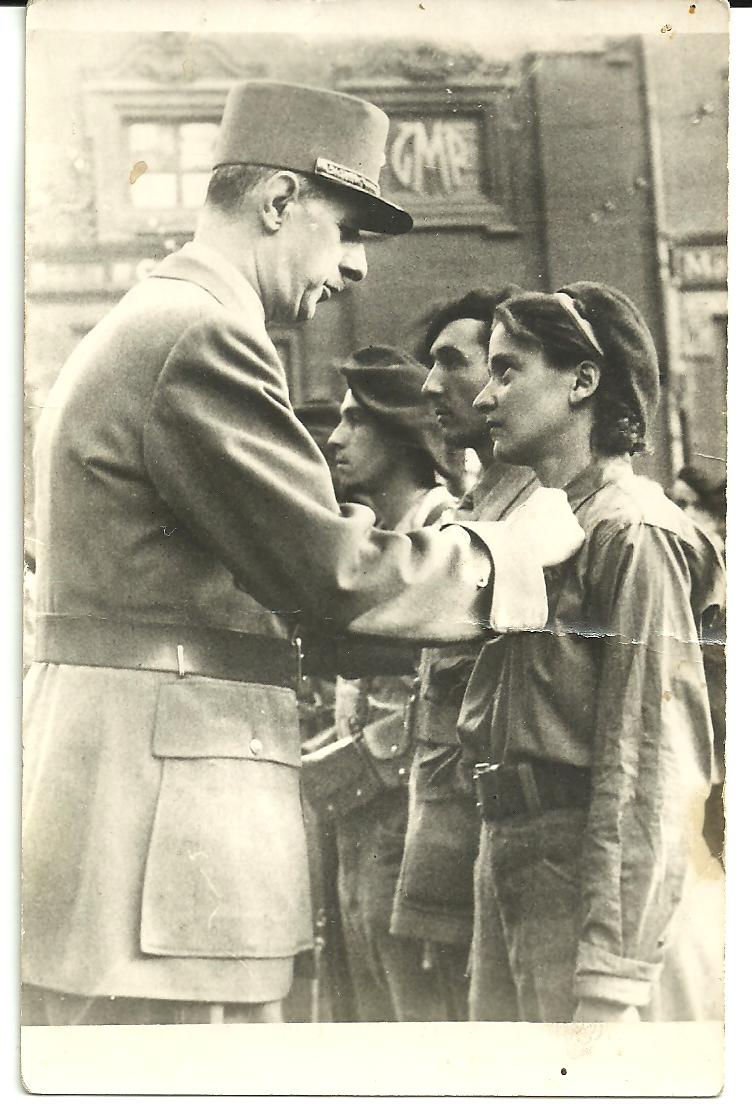
Condecoração da Legião de Honra a Paulette Jacquier pelo próprio General de Gaulle.
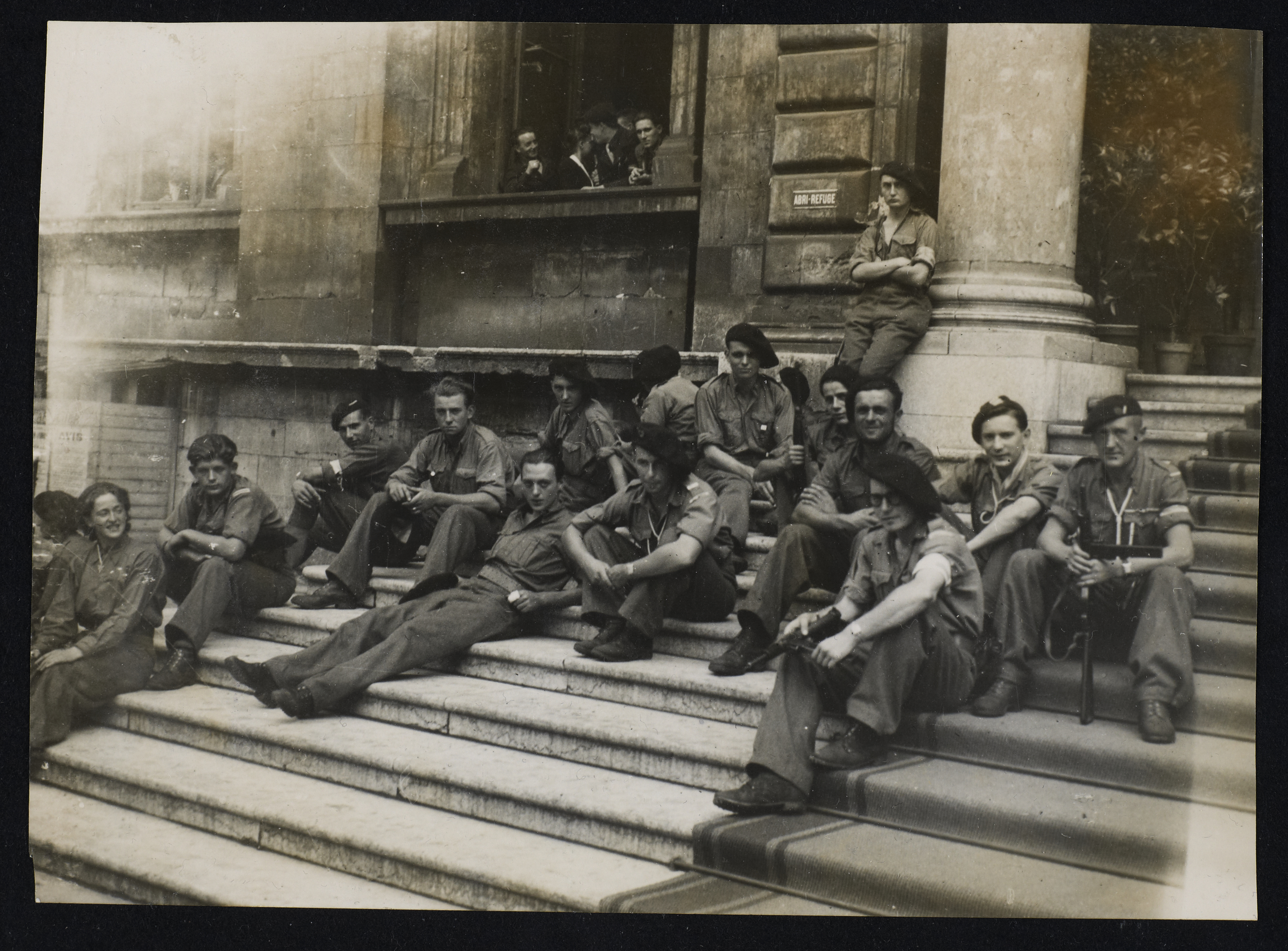
Parte do 3º grupo do maquis de Chambaran na Place des Terraux, em Lyon, antes da chegada de Charles de Gaulle. Sentada à esquerda está Paulette Jacquier.